# Leonardo (ur. 1969)
Leonardo, właśc. Leonardo Nascimento de Araújo (ur. 5 września 1969 w Niterói) – brazylijski trener piłkarski i piłkarz występujący na pozycji lewego pomocnika lub lewego obrońcy. Mistrz Świata z 1994 roku i srebrny medalista z 1998. Były dyrektor sportowy klubu PSG.
Zaczynał karierę we CR Flamengo, jednak najlepszy okres w ojczyźnie spędził w São Paulo FC. W międzyczasie grał także w hiszpańskim Valencia CF i japońskim Kashima Antlers. Jego kariera w Europie nabrała rozpędu dopiero w 1996 roku, gdy trafił do Paris Saint-Germain. W tym klubie przejął koszulkę z numerem „10”, w której wcześniej występował jego rodak i partner z MŚ 1994 – Raí. Po zaledwie jednym, ale bardzo udanym sezonie przeszedł do A.C. Milan, gdzie występował do 2001 roku. Prześladowany przez kontuzje wrócił do Brazylii, potem krótko znowu występował w Milanie, jednak w 2003 roku zdecydował się zakończyć karierę.
Dwa razy został mistrzem Brazylii (1987 z CR Flamengo i 1991 z São Paulo FC). W barwach São Paulo FC sięgnął także po Puchar Interkontynentalny w 1993 roku. Zdobył również Mistrzostwo Włoch (1999 z A.C. Milan) i Japonii (1996 z Kashima Antlers).
W reprezentacji Brazylii rozegrał 60 spotkań (w latach 1991–2000), zdobył 8 bramek. Był podstawowym graczem podczas dwóch finałów mistrzostw świata (1994 – mistrzostwo; 1998 – drugie miejsce). Łącznie w obydwu turniejach wystąpił w 11 spotkaniach. Ponadto w 1997 roku triumfował w rozgrywkach Copa America i Pucharze Konfederacji.
Podczas meczu drugiej rundy MŚ 1994 przeciwko Stanom Zjednoczonym brutalnie uderzył łokciem w twarz Taba Ramosa, który doznał złamania kości jarzmowej. Leonardo otrzymał czerwoną kartkę i został zawieszony na cztery mecze. Jest to najwyższa kara indywidualna w historii turnieju finałowego Mistrzostw Świata (w 2006 roku również cztery mecze kary otrzymał Włoch Daniele De Rossi). W jej efekcie Leonardo nie zagrał już do końca zwycięskich dla „Canarinhos” Mistrzostw. Jego miejsce w składzie zajął Branco.
31 maja 2009 roku ogłoszono, że Leonardo został nowym trenerem Milanu. Na stanowisku zastąpił Carla Ancelottiego, który odszedł do Chelsea FC. 14 maja 2010 roku, na konferencji prasowej przed ostatnim meczem sezonu z Juventusem poinformowano, że po zakończeniu rozgrywek Brazylijczyk odejdzie z klubu.
24 grudnia 2010 roku Leonardo został nowym szkoleniowcem lokalnego rywala Milanu – Interu Mediolan. W czerwcu 2011 roku został dyrektorem sportowym Paris Saint Germain. Współpracę z tym klubem zakończył w lipcu 2013, składając swoją rezygnację.
28 września 2017 powrócił na ławkę trenerską, podpisując dwuletni kontrakt z tureckim Antalyasporem. Odszedł z tego klubu jeszcze w tym samym roku .
25 lipca 2018 powrócił do A.C. Milan jako dyrektor techniczny, odszedł 28 maja 2019 .
14 czerwca 2019 przeszedł do innego byłego klubu, Paris Saint-Germain F.C., gdzie pracował jako kierownik sportowy do 21 maja 2022.